# متمم هجدهم قانون اساسی ایالات متحده آمریکا

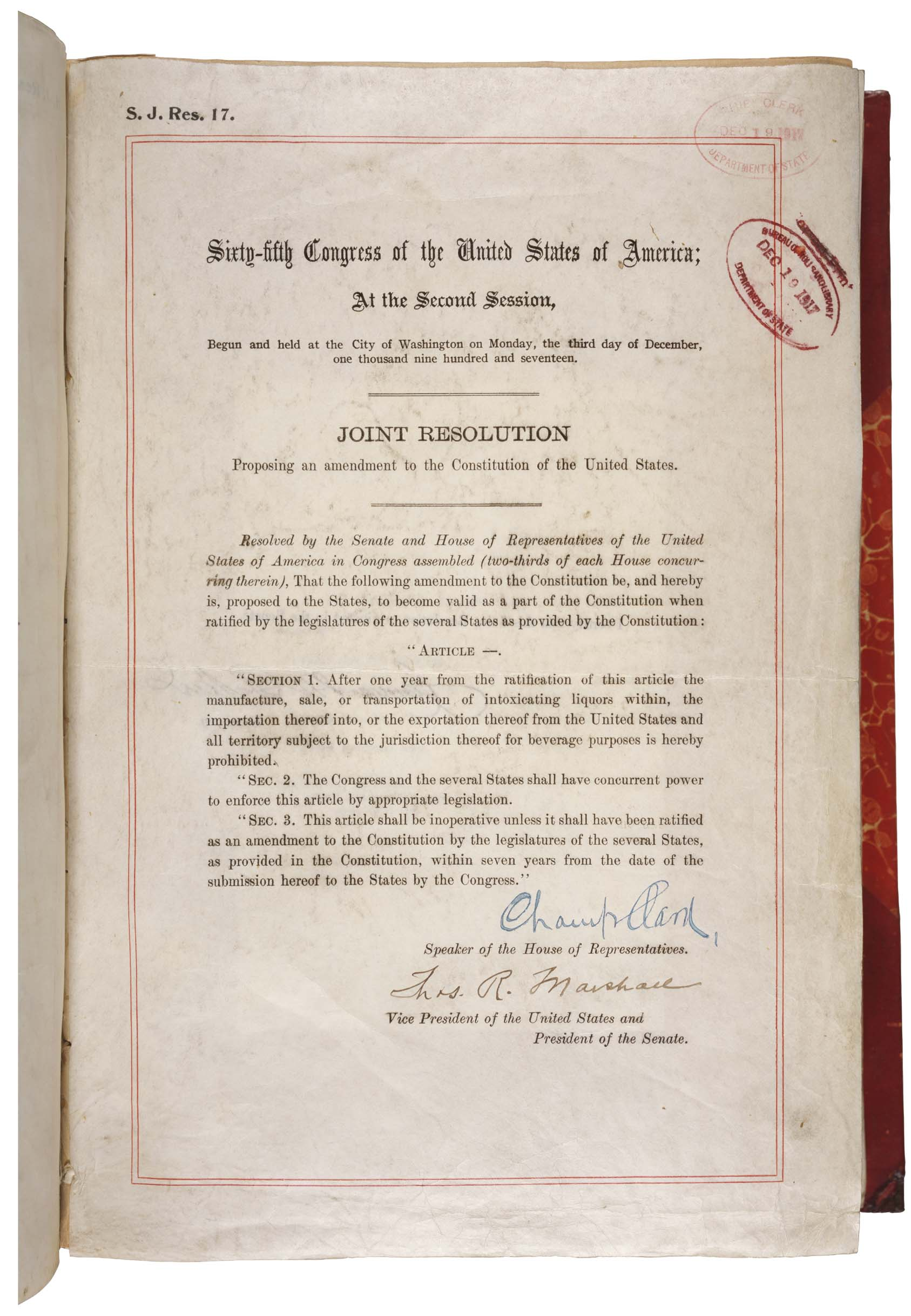
اصل لایحه متمم هجدهم.

اصلاحیه هجدهم قانون اساسی ایالات متحده (به انگلیسی: Eighteenth Amendment to the United States Constitution) مصوبه ژانویه ۱۹ سال ۱۹۱۹ کنگره آمریکا، از قوانین مهم آمریکا است.
این اصلاحیه در باب ممنوعیت تولید و فروش مشروبات الکلی است، و توسط اصلاحیه بیست و یکم واگردانی شد.